# 케냐 육군
케냐 육군(스와힐리어: Jeshi la Nchi Kavu, 영어: Kenya Army)은 케냐 국방군의 육군 부대이다.

## 역사
오늘날의 케냐 육군의 기원은 영국 왕립 육군의 아프리카 왕립 소총대대에 있다. 19세기의 마지막 분기에 영국은 동아프리카에서 노예 무역의 폐지를 적극적으로 시행하기 시작했다. 같은 기간 동안 다른 유럽 국가들도 아프리카에서 영향권을 발전시키고 있었다. 영국은 자신의 이익을 처리하기 위해 영국 제국 동아프리카 회사를 설립했다. 이러한 이익이 발전하고 확장됨에 따라 이러한 이익과 확장을 보호하기 위해 더 강력한 힘을 만들 필요가 있었고 따라서 케냐에서 최초의 영국 육군이 만들어졌다.
1873년 6월, 잔지바르 술탄국의 바르가시 빈 사이드 술탄은 그의 영토 전체에 걸쳐 노예 무역을 폐지하기 위한 마지막 조약에 서명했다. 폐지를 시행하는 것은 영국 왕립 해군의 임무가 되었고, 3주 만에 동인도 제도의 총사령관 아서 커밍 제독이 잔지바르에 도착했다. 1877년 영국 해군 장교인 로이드 매튜스 중위는 런던함에서 복무하던 300명의 잔지바르 소규모 부대를 결성하여 노예 무역과 싸웠다. 1878년 매튜스 중위는 새로 창설된 부대의 지휘를 맡은 준장으로 임명된 술탄 밑에서 복무할 수 있는 휴가를 받았다. 1880년까지 부대는 영국 정부에 의해 술탄에게 기증된 스나이더 소총으로 모두 무장한 1300명으로 늘어났다.
1888년 9월 8일, 영국령 동아프리카 회사는 왕실 헌장을 수여받았고, 영국령 동아프리카를 크라운 식민지 노선에서 관리하는 책임을 맡았다. 1893년, 인도 파견단과의 3년간의 계약은 끝났다. 같은 기간 동안, 이 회사는 우간다와 주바랜드를 포기하게 만든 심각한 재정적 문제들을 겪고 있었고, 사실은 이 회사는 해안을 거의 경찰도 할 수 없었다. 잔지바르의 당시 영국 영사였던 아서 하딩게 경은 회사로부터 동아프리카를 탈취하려는 그의 의도를 외무부에 통보했다. 영국 정부는 받아들였다. 1895년 7월 1일, 이 회사가 이전에 관리했던 모든 지역에 영국 보호령이 선포되었다. 회사 병력은 이후 해치 선장 아래로 재편성되었다.
1895년 8월, 영국 정부는 그 지역의 300명의 펀자브, 300명의 스와힐리, 100명의 수단인, 그리고 다양한 인종 집단의 200명의 군인들로 구성된 군대의 설립을 승인했다. 이 군대는 동아프리카 소총대대로 이름이 바뀌었고 몸바사(예수 요새)의 전 영국 제국 동아프리카 중대 병력으로부터 결성되었다.

## 구조
케냐 육군은 다양한 편성과 서비스로 구성되어 있다. 이러한 편성과 서비스는 라넷에 본부를 둔 서부사령부(WestCom)와 엠바카시 주둔지에 본부를 둔 동부사령부(EastCom) 두 개의 작전사령부로 나뉜다. 동부사령부는 1997년에 창설되었으며, 그 역할은 외부 및 내부의 위협으로부터 케냐 동부 지역을 방어하는 것이다. 이 지역들은 수도 자체와 이전의 중부, 동부, 북동부 및 해안 지방을 포함한다. 서부사령부는 국가의 서부 지역을 방어하는 임무를 맡고 이전의 리프트밸리주, 서부 및 니안자주를 포함한다. 최근에는 수도와 주변 마차코스현, 키암부현 및 카지아도현의 수도권을 위한 나이로비 광역사령부를 설치하려는 계획이 있었다. 이 개편으로 동부사령부는 가리사로 이전하게 되었지만, 추진된 계획이 실행되었는지 여부는 불분명하다.